# Пит, Стивен
Стивен Бойд Пит (англ. Stephen Boyd Peat; 10 марта 1980 – 11 сентября 2024, Принстон, Британская Колумбия, Канада) — канадский профессиональный хоккеист, крайний правый нападающий. В период с 2001 по 2005 год он отыграл четыре сезона за «Вашингтон Кэпиталз» в Национальной хоккейной лиге (НХЛ). «Майти Дакс оф Анахайм» выбрали его под общим 32-м номером на драфте НХЛ 1998 года.
Пит начал свою юношескую хоккейную карьеру в команде «Ред Дир Ребелс» из Западной хоккейной лиги (WHL), которая выбрала его под третьим номером на драфте 1995 года. Он играл за «Ребелс», «Трай-Сити Американс» и «Калгари Хитмен», прежде чем начать свою профессиональную хоккейную карьеру в 2000 году в «Портленд Пайрэтс». Будучи тафгаем, он был физически активным игроком для «Кэпиталз» и «Пирэтс». В 2005 году его обменяли в команду «Каролина Харрикейнз», а оставшуюся часть карьеры он провел в Американской хоккейной лиге, прежде чем завершить карьеру в 2007 году.
После ухода из хоккея Пит страдал от наркотической зависимости, контузии и был бездомным, а в 2015 году был осуждён за поджог. В 2024 году он умер после того, как его сбила машина.

## Ранние годы
Пит родился 10 марта 1980 года в Принстоне. Когда ему было 14 лет, он переехал в Лэнгли, чтобы попробовать свои силы в команде «Лэнгли Тандер» из Хоккейной лиги Британской Колумбии (BCJHL).

## Игровая карьера
«Ред-Дир Ребелз» из Западной хоккейной лиги (WHL) выбрали Пита под общим 3-м номером на драфте WHL 1995 года. Он дебютировал в юниорском хоккее 27 декабря, а затем вернулся в «Лэнгли». Полный сезон за «Ребелз» Пит отыграл в сезоне 1996/97 в возрасте 16 лет. В своём дебютном сезоне он забил три гола и набрал 17 очков, отбыв 161 минуту штрафа. В сезоне 1997/98 он получил серьёзные травмы: сломал средний палец на правой руке в предсезонной драке, а ещё получил две травмы на левой руке и колене. В том сезоне он был включён в состав на игру лучших проспектов CHL/NHL.
Хотя изначально его оценивали как игрока, которого выберут в первой десятке на драфте НХЛ, регресс Пита во время его второго сезона снизил его шансы на высокое место на драфте. «Анахайм Майти Дакс» выбрали его во 2-м раунде под общим 32-м номером, на драфте НХЛ 1998 года.
После посещения предсезонного лагеря «Дакс» Пит вернулся в «Ребелз» на сезон 1998/99, после чего он стал одним из четырёх меняющихся ассинентов капитана команды. В 31 игре за «Ребелз» в том сезоне он забил два гола, набрал восемь очков и отбыл 488 минут штрафа. Не оправдав ожиданий в «Ред-Дир Ребелз» обменяли его в январе в «Трай-Сити Американс», получив взамен защитника Регана Дарби и нападающего Джарретта Томпсона. Он сыграл пять игр за «Трай-Сити», не набрав ни одного очка. Растяжение мышц живота вывело его из игры на оставшуюся часть сезона, а восстановился он только к ноябрю (он не играл 10 месяцев).
Пит сыграл 12 игр с «Американс» в сезоне 1999/00, отдав две голевые передачи и отбыв 48 минут штрафа, прежде чем в декабре его обменяли в «Калгари Хитмен». В том сезоне он тоже пропустил большую часть сезона из-за ножевого ранения, травмы бедра и дисквалификаций WHL. В июне 2000 года «Майти Дакс» обменяли его в «Вашингтон Кэпиталз» в обмен на выбор в четвёртом раунде драфта НХЛ 2000 года, и вскоре после этого он подписал контракт с командой.
Пит присоединился к «Портленд Пайретс», фарм-клубу «Вашингтона» в Американской хоккейной лиге (АХЛ), на сезон 2000/01. Имея репутацию тафгая, он считался подходящим игроком для команды, стремящейся увеличить физическое давление (чаще проводить силовые приёмы) на соперников. После обострения старой травмы паха во время тренировочного лагеря, Пит перенёс операцию по добавлению хирургической сетки в эту область.
Пит дебютировал в НХЛ 8 октября 2001 года, сыграв 3 минуты и 54 секунды в матче, в котором «Кэпиталз» проиграли «Бостон Брюинз» со счётом 4–0. Поскольку у «Кэпиталз» не было тафгая, Пита вызывали на игры, в которых против команды должны были играть соперники с сильным физическим давлением, в то время как остальное время он проводил в Портленде, где получал больше игрового времени. Полный сезон в «Кэпиталз» он провёл в 2003/04 годах, когда он забил рекордные в карьере пять голов в 64 играх.
Во время локаута НХЛ 2004/05 Пит был одним из многих игроков НХЛ, подписавших контракт с другой лигой. Хотя у него были предложения от европейских команд, он решил играть за «Данбери Трэшерз» из Объединенной хоккейной лиги, которые играли в похожем на НХЛ стиле. После четырёх сезонов в «Кэпиталз», в течение которых он забил восемь голов, сделал две результативные передачи и отбыл 234 минуты штрафа в 130 играх, 28 декабря 2005 года он был обменян в «Каролина Харрикейнз». В обмен «Вашингтон» получил форварда Колина Форбса. Он был отправлен в «Лоуэлл Лок Монстерс» и сыграл там три игры, прежде чем получил травмы паха и живота, которые завершили для него сезон. Он так и не сыграет за «Харрикейнз»: травмы паха и руки удерживали его в АХЛ до завершения карьеры в 2007 году.
Последнее появление Пита в профессиональном хоккее было в одной игре за «Олбани Ривер Рэтс», фарм-клуб «Нью-Джерси Девилз» в АХЛ, в сезоне 2006/07.

## Проблемы с законом
3 февраля 2000 года Пит был ранен в живот охотничьим ножом в ночном клубе Outlaws в Калгари. Пита ранили, когда он пытался предотвратить стычку между своим товарищем по команде и группой незнакомцев. На следующее утро его отпустили из медицинского центра Foothills, а нападавшему было предъявлено обвинение в нападении с применением смертоносного оружия и трёх случаях незаконного нахождения на свободе.
17 марта 2015 года Пит оставил включённую паяльную лампу в гараже своего отца, которая прожгла дыру в матрасе неподалёку, вызвав пожар, который уничтожил дом. Первоначально обвинённый в поджоге с пренебрежением к человеческой жизни и поджоге, повлёкшем за собой ущерб имуществу, Стивен в конечном итоге признал себя виновным в поджоге по неосторожности. Он был приговорён к одному году условно.

## Дальнейшая жизнь и смерть
После ухода из хоккея у Пит развилось расстройство, связанное с употреблением психоактивных веществ (он употреблял много рецептурных обезболивающих, кокаина и алкоголя). На протяжении всей своей игровой карьеры ему прописывали Перкоцет (комбинация опиоидного Оксикодона и Парацетамола), и он продолжал принимать его для лечения хронических головных болей.
Отношения Пита с отцом Уолтером ухудшились после осуждения за поджог, что привело к запрету на контакты с ним. К 2017 году он стал бездомным и отдалился от своей семьи, найдя временное жилье в районе Сарри. Он продолжал испытывать головные боли, потерю памяти и нарушение концентрации, которые он приписывал черепно-мозговым травмам, полученным во время его карьеры.
Около 4:15 утра (PDT) 30 августа 2024 года Пит был сбит автомобилем, когда переходил улицу пешком в Лэнгли. Он умер примерно через две недели, 11 сентября, в возрасте 44 лет в больнице в Нью-Вестминстере.